# Journal of Chemical Physics
Het Journal of Chemical Physics is een wetenschappelijk tijdschrift met peer review. De naam wordt in literatuurverwijzingen meestal afgekort tot J. Chem. Phys. Het tijdschrift publiceert onderzoek uit de chemische fysica.
Het tijdschrift werd opgericht in 1933. In 2017 bedroeg de impactfactor van het tijdschrift 2,843.

## Hoofdredacteurs
- 1933–1941: Harold Urey
- 1942–1952: J.E. Mayer
- 1953–1955: C.A. Hutchison
- 1956–1957: J.E. Mayer (waarnemend)
- 1958–1959: C.A. Hutchison
- 1960–1982: J.W. Stout
- 1983–1997: John C. Light
- 1998–2007: Donald H. Levy
- 2007–2008: Branka M. Ladanyi (ad interim)
- 2008–heden: Marsha I. Lester